# Richard Hammond

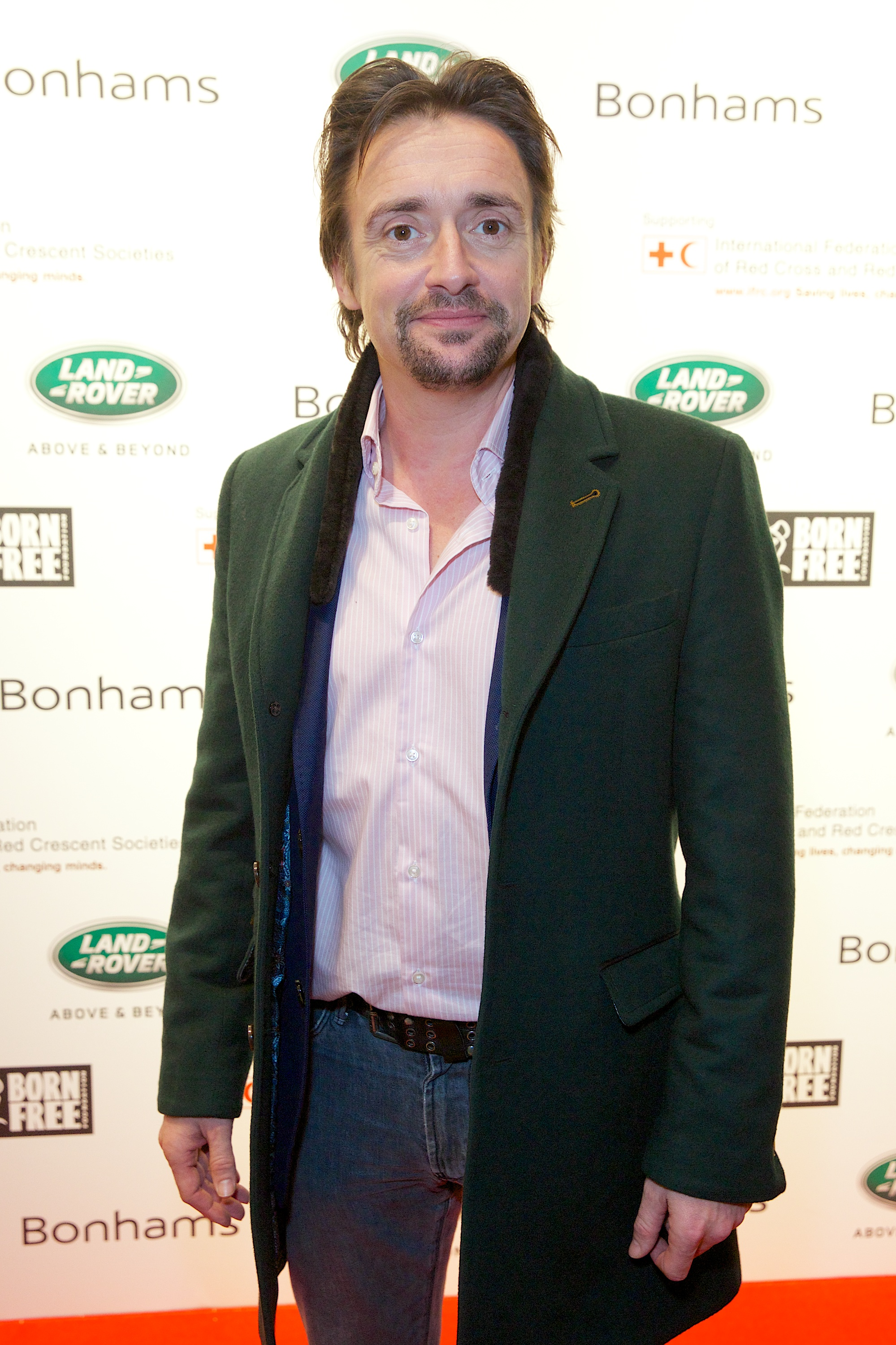
Richard Hammond auf der Bonhams-Charity-Auktion im Jahr 2015

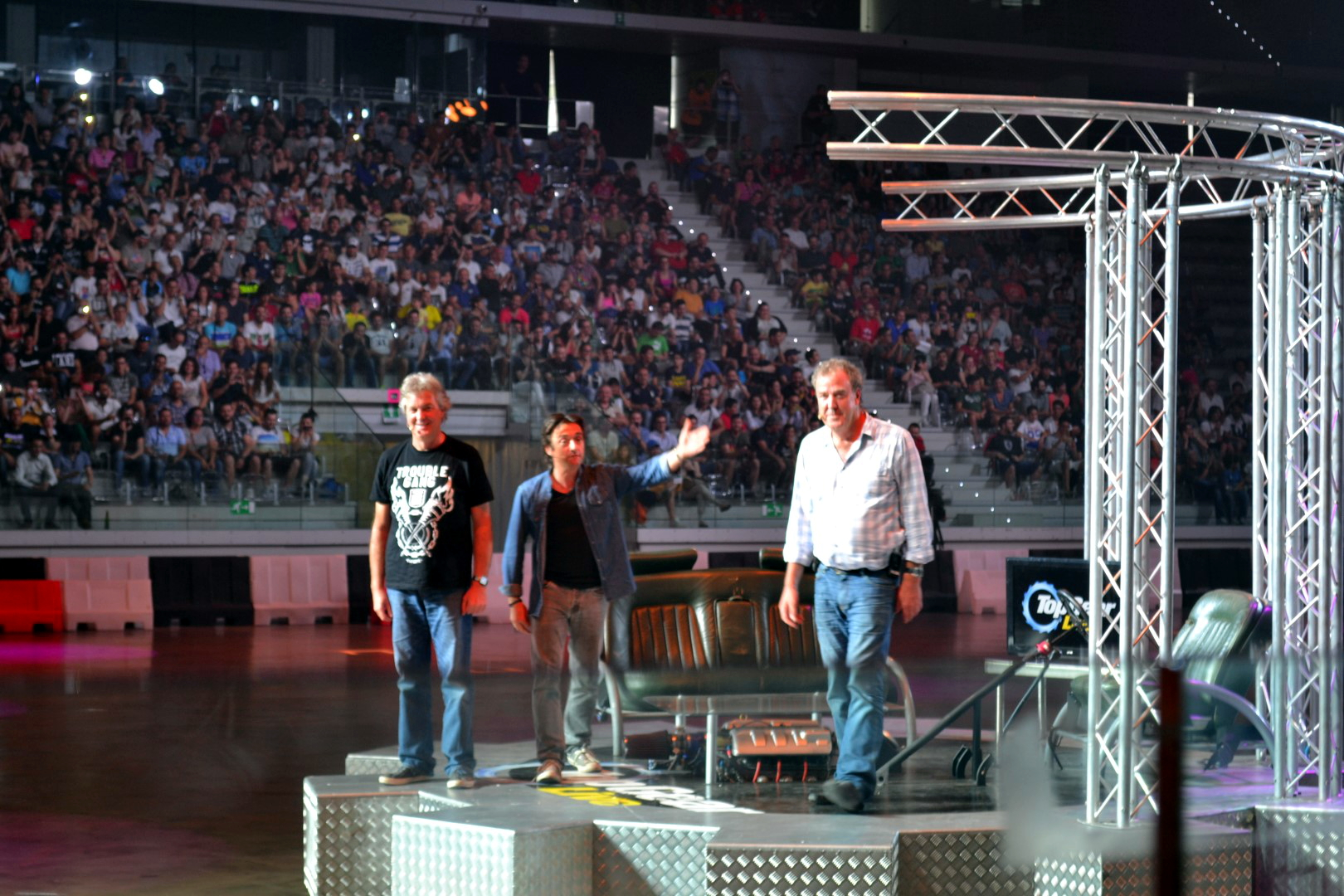
Richard Hammond, James May und Jeremy Clarkson bei Top Gear Live Italia, 2014

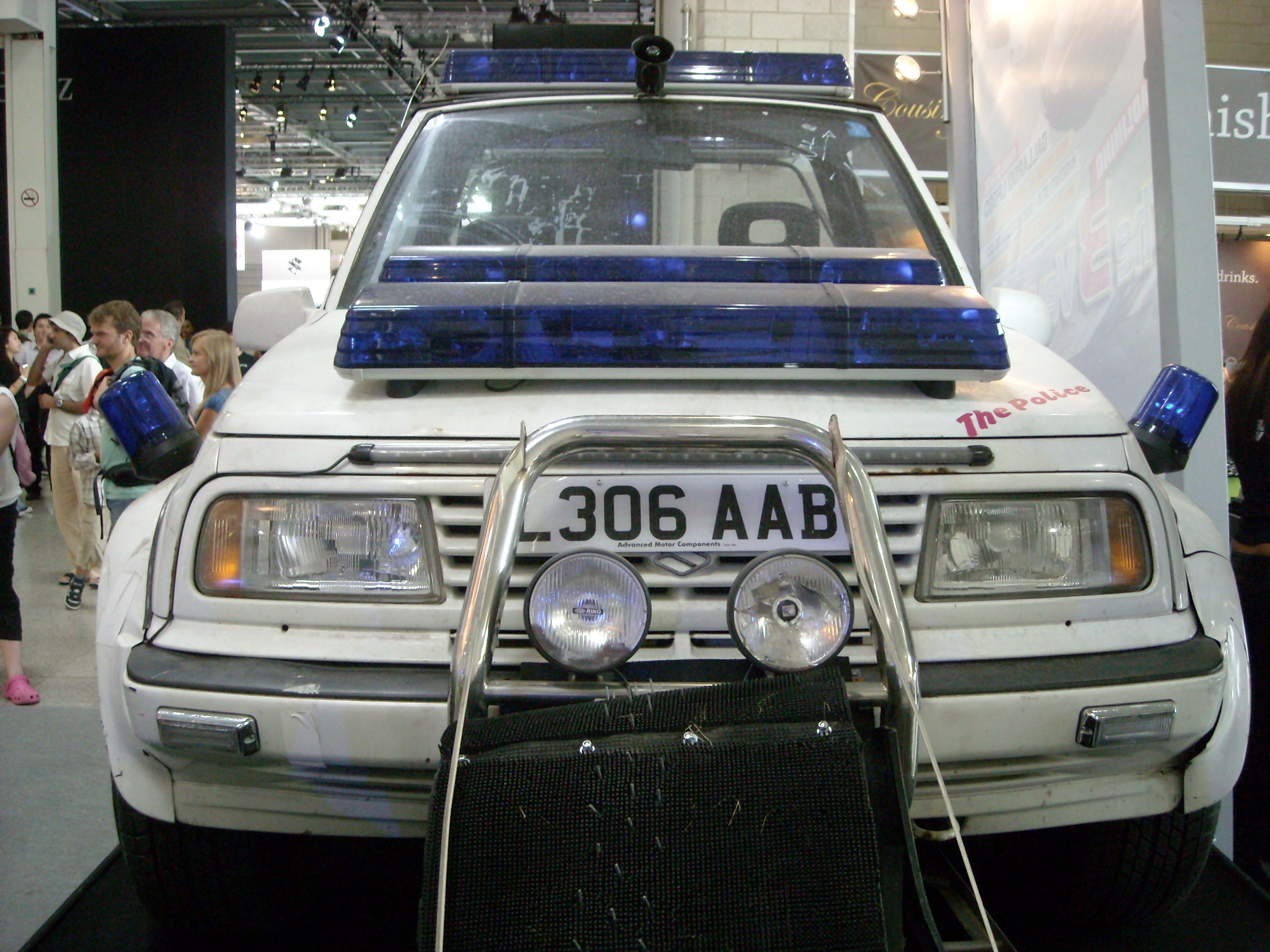
Der von Richard Hammond in der ersten Folge der 11. Staffel von Top Gear zum Polizeiwagen umgebaute Suzuki Vitara

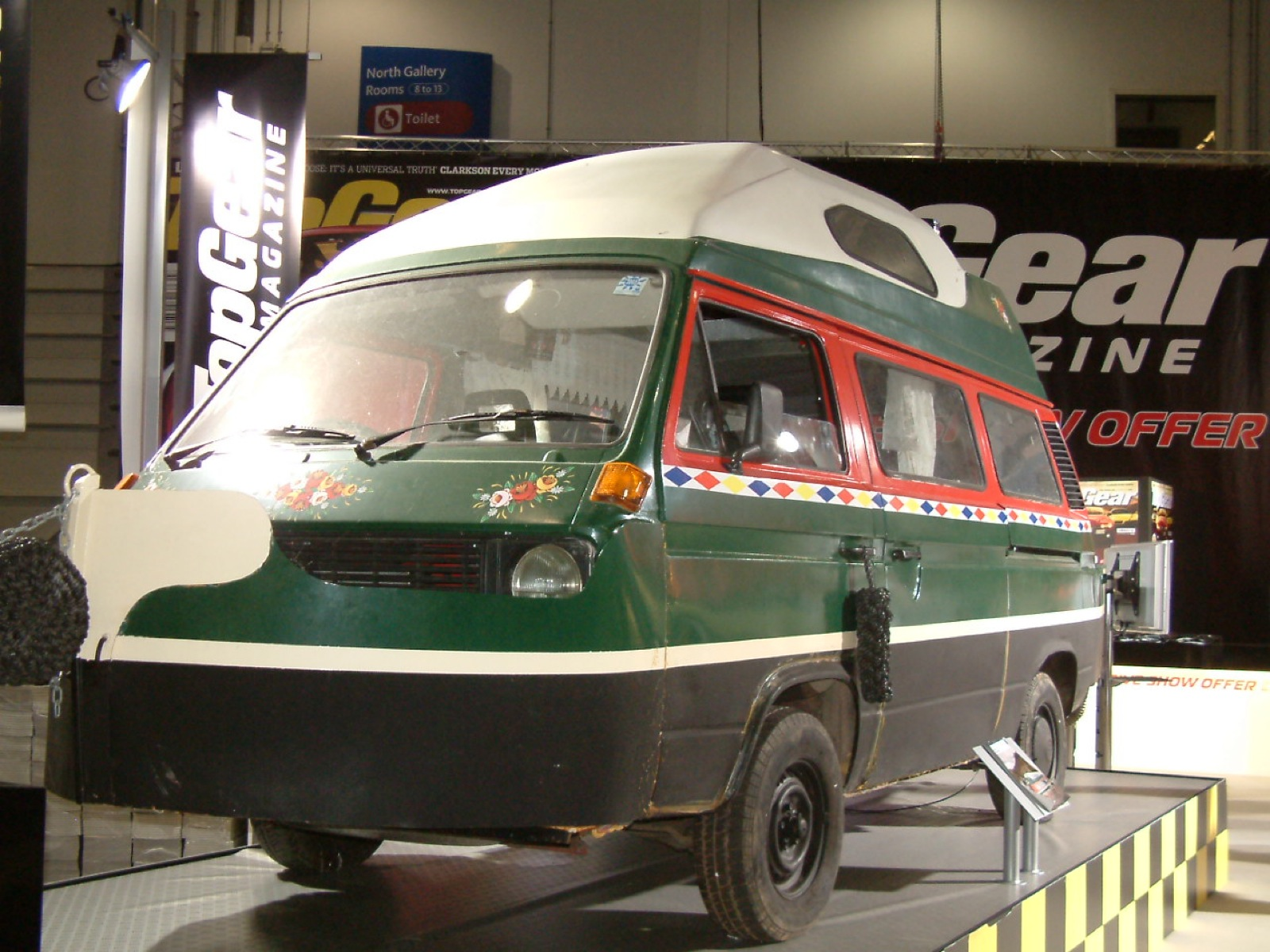
Mit dem zum Amphibienfahrzeug umgebauten VW-Bus versuchte Richard Hammond in einer Challenge von Top Gear, das Rudyard Reservoir zu überqueren

Richard Mark Hammond (* 19. Dezember 1969 in Solihull, West Midlands, England) ist ein britischer Moderator, Autor und Journalist. Bekannt wurde Hammond als Co-Moderator des BBC-Two-Automagazins Top Gear, das er von 2002 bis 2015 zusammen mit Jeremy Clarkson und James May präsentierte. Des Weiteren machte er sich einen Namen als Moderator mit zahlreichen Fernsehproduktionen wie Brainiac (2003–2006), Total Wipeout (2009–2012) und Planet Earth Live (2012).
Seit 2016 moderiert der Brite das Automagazin The Grand Tour zusammen mit seinen früheren Top-Gear-Kollegen Jeremy Clarkson und James May. Das Magazin wird von der Produktionsfirma W. Chump and Sons produziert, bei der Hammond Mitgründer ist, und kann ausschließlich von Amazon-Prime-Kunden über Amazon Video gestreamt werden.
Im November 2016 startete Hammond mit Clarkson und May die Social-Media-Website Drivetribe, welche sich mit Automobil- und Motorradthemen beschäftigt, und veröffentlicht regelmäßig Beiträge auf seinem „Tribe“ Hammond's Fob Jockeys.

## Leben
Er ist seit 2002 mit Amanda (Mindy) Etheridge verheiratet, das Paar hat zwei Töchter. Im Januar 2025 gab Hammond das bevorstehende Ende der Ehe bekannt.

## Karriere
Vor seiner Tätigkeit als Co-Moderator von Top Gear arbeitete Hammond für verschiedene lokale Radiostationen der BBC. Unter anderem arbeitete er für Radio Cleveland, Radio York, Radio Cumbria, Radio Leeds, Radio Newcastle und Radio Lancashire.
Seine erste Fernsehmoderation war die Sendung Men & Motors.

### Top Gear
Hammond moderierte zwischen 2002 und 2015 mit Jeremy Clarkson und James May das Automagazin Top Gear bei der BBC.
Im Jahr 2008 sagte Hammond in einem Interview mit der britischen Zeitung Sunday Times, er habe die Arbeit viel zu früh wieder aufgenommen und kämpfe immer noch mit den Auswirkungen der Kopfverletzung (siehe unten bei Unfälle / Top Gear). Diese Erfahrung beschrieb er mit seiner Frau in dem Buch On the Edge.
Hammond wechselte 2016 nach seiner Zeit bei Top Gear zusammen mit Clarkson und May für die neue Automobilsendung The Grand Tour zu Amazon Prime.

### Brainiac
Bis zur vierten Staffel von Top Gear moderierte er zusätzlich die Infotainmentsendung Brainiac. Er war der erste Moderator des Formats, bevor er in der zweiten Staffel Unterstützung von Jon Tickle und Charlotte Hudson erhielt. Nach der vierten Staffel verließ Hammond das Format, da dessen neuer exklusiver Vertrag mit der BBC eine Arbeit bei Sky nicht mehr möglich machte.

### Andere Formate
Seit 2009 ist er auf BBC Two (auf National Geographic Channel als Hightech Inside) in der Reihe Richard Hammond’s Engineering Connections zu sehen, in der Zusammenhänge zwischen heutigen Höchstleistungen der Technik, wie dem Airbus A380 oder dem Hochhaus Taipeh 101, und früheren Entwicklungen oder Entwicklungen der Natur und der Evolution aufgezeigt werden, die die heutigen Leistungen möglich gemacht haben.
Seit dem 7. September 2012 ist Richard Hammond’s Crash Course auf dem deutschen Sender Sport 1 zu sehen.
Verschiedene Sendungen wie Richard Hammonds Wunder der Natur und Richard Hammonds Wetterwerkstatt werden in der Sendereihe Terra Mater auf ServusTV ausgestrahlt.

### Richard Hammond's Car Workshop
Seit ca. 2019 ist er mit einer eigenen Sendung auf DMAX zu sehen. Dort versucht er mit zwei Kfz-Mechanikern (Neil und Anthony Greenhouse) seine eigene Oldtimerwerkstatt aufzubauen. Dem Zuschauer werden dabei Einblicke in ein schwieriges und kompliziertes Projekt vermittelt, unter dem auch das familiäre Alltagsleben aller Beteiligten leidet.

## Unfälle

### Top Gear
Am 20. September 2006 verletzte er sich bei Dreharbeiten zur neunten Staffel von Top Gear mit einem turbinengetriebenen Dragster. Nach sieben erfolgreichen Fahrten platzte der rechte Vorderreifen des Wagens bei einer Geschwindigkeit von etwa 460 km/h. Der Wagen überschlug sich und bohrte sich kopfüber in den Boden. Hammond wurde mit schweren Kopfverletzungen in die Intensivstation eingeliefert. Seit Ende Januar 2007 moderierte er wieder. In der ersten Folge der neunten Staffel von Top Gear wurde der Unfall gezeigt. Anschließend vereinbarten die Moderatoren, den Unfall nicht wieder zu zeigen oder zu erwähnen. Der Unfall ist in einem Zusammenschnitt in der letzten Folge der dritten Staffel von The Grand Tour zu sehen.

### The Grand Tour
Während der Dreharbeiten zur zweiten Staffel der Sendung The Grand Tour verwickelte sich Hammond am 10. Juni 2017 erneut in einen schweren Autounfall. Anlässlich eines Demonstrationslaufs beim Hemberger Bergrennen im Kanton St. Gallen verfehlte er in einem Rimac Concept One eine enge Kurve. Nach einem Überschlag konnte sich Hammond selbst aus dem Fahrzeug retten, bevor dieses vollständig in Flammen aufging. Er zog sich lediglich eine Fraktur im Knie zu, keine weiteren Personen wurden verletzt.

## Fahrzeuge
Hammond besitzt oder besaß unter anderem folgende Autos:
- Lagonda 2-litre Supercharged aus dem Jahr 1931[9]
- Ford GPW aus dem Jahr 1942[10]
- Opel Kadett aus dem Jahr 1963, ein Auto, welches er für das Top-Gear-Botswana-Special gekauft hat. Er taufte es Oliver und ließ es von Botswana nach Großbritannien überführen.
- Ford Mustang GT 390 in Highland-Grün aus dem Jahr 1968[11]
- Dodge Charger R/T aus dem Jahr 1969[12]
- Jaguar E-Type aus dem Jahr 1969, welchen er für 50.000 Pfund Sterling im Jahr 2009 gekauft hat.[13]
- Land Rover Range Rover Classic aus dem Jahr 1985
- Land Rover Defender-110 aus dem Jahr 1987, bekannt als „Buster“. Er ließ ihn 2008 für 70.000 Pfund erneuern.[14]
- Dodge Challenger SRT-8 aus dem Jahr 2008, der in den USA in einer Folge Top Gear der 12. Staffel gekauft wurde.[15]
- Porsche 911 GT3 RS aus dem Jahr 2015, den er am 17. April 2016 gekauft hat.
- Ford Mustang Cabriolet in Weiß mit schwarzen Shelbystreifen aus dem Jahr 2016, den er als Weihnachtsgeschenk für seine Frau gekauft hat.[16]
- Bentley S1[17]
- Land Rover 110 Station Wagon, den seine älteste Tochter „Wallycar“ taufte und der bereits zum zweiten Mal im Besitz von Hammond ist.[18]
- Land Rover Discovery 4 SDV6 HSE[19]
- Jaguar XK 150, den er nach Stand Februar 2021 von der Firma NA Greenhouse & Son restaurieren lässt.[20]

Autos, von denen bekannt ist, dass sie nicht mehr in Hammonds Besitz sind:
- Toyota Corolla liftback aus dem Jahr 1976, welches sein erstes Auto war.[21]
- Porsche 911 SC aus dem Jahr 1982, welcher seit Mitte der 2000er nicht mehr in Hammonds Besitz ist.[22][23]
- BMW 850Ci aus dem Jahr 1994, der im Rennen gegen Clarksons Mercedes-Benz CL600 antrat. Die beiden haben die jeweiligen Autos gekauft, um zu beweisen, dass sie ein Auto mit V12-Motor aus zweiter Hand für weniger Geld kaufen können als man für Großbritanniens billigstes neues Auto zur damaligen Zeit, den Nissan Pixo, zahlen müsste. Hammond verkaufte das Auto eine Woche später.
- Porsche 928 aus dem Jahr 1994, den er 2004 kaufte und später verkaufte.[12]
- Porsche 911 (997) Carrera S aus dem Jahr 2006.[24] Er verkaufte den Porsche 2013 nach der Ankündigung des GT3.
- Fiat 500 TwinAir aus dem Jahr 2007, über dessen Anschaffung er in Staffel 18 von Top Gear diskutierte. Es ist nicht bekannt wann er das Auto verkauft hat.
- Aston Martin DBS Volante aus dem Jahr 2009, welchen er für 175.000 Pfund kaufte.[25] Hammond verkaufte das Auto später.
- Morgan Aeromax aus dem Jahr 2009, in welchem er am 9. August 2009 in einen Autounfall verwickelt war. Er verkaufte das Auto später.
- Lamborghini Gallardo LP560-4 Spyder aus dem Jahr 2009, den er 2010 kaufte und 2012 verkaufte.
- Porsche 911 GT3 aus dem Jahr 2013, über dessen Anschaffung er in Staffel 21 von Top Gear diskutierte. Das Auto wurde zurückgerufen aufgrund von mehreren Meldungen darüber, dass der Porsche Feuer fing.[26] Er hat den Porsche 2016 verkauft.
- VW-Bus Camper, den er für seine Töchter in pink umbauen ließ.[27]

Hammond ist außerdem ein begeisterter Motorradfahrer. Er besitzt u. a. eine Suzuki Hayabusa und eine Harley-Davidson.
Des Weiteren besitzt er einen Privatpilotenschein (PPL(H)) für einen Robinson R44.

## Arbeit

### Fernsehsendungen
| Jahr       | Titel                                                 | Funktion                |
| ---------- | ----------------------------------------------------- | ----------------------- |
| 1998–2002  | Motor Week (Men & Motors TV series)                   | Moderator               |
| 1998–2002  | Car File (Men & Motors TV series)                     | Moderator               |
| 2002–2015  | Top Gear                                              | Moderator               |
| 2003       | Top Gear: Back in the Fast Lane                       | Moderator               |
| 2003–2006  | Brainiac: Science Abuse                               | Moderator, Co-Produzent |
| 2004–2005  | Crufts                                                | Moderator               |
| 2004–2005  | Should I Worry About…?                                | Moderator               |
| 2005       | The Gunpowder Plot: Exploding The Legend              | Moderator               |
| 2005       | Time Commanders                                       | Moderator               |
| 2005       | Inside Britain's Fattest Man                          | Moderator               |
| 2006       | Richard Hammond's 5 O'Clock Show                      | Moderator               |
| 2006       | Petrolheads                                           | Kandidat                |
| 2006       | School's Out                                          | Kandidat                |
| 2006       | Richard Hammond: Would You Believe It?                | Moderator               |
| 2006       | Richard Hammond and the Holy Grail                    | Moderator               |
| 2006       | Battle of the Geeks                                   | Moderator               |
| 2006       | Scragg 'n' Bones                                      | Scragg (Stimme)         |
| 2007       | Last Man Standing                                     | Erzähler                |
| 2007       | Helicopter Heroes                                     | Erzähler                |
| 2007       | Richard Hammond Meets Evel Knievel                    | Moderator               |
| 2008       | Timewatch                                             | Erzähler                |
| 2008, 2010 | Sport Relief                                          | Moderator               |
| 2008–2012  | Richard Hammond's Engineering Connections             | Moderator               |
| 2009       | Top Gear: Uncovered                                   | Moderator, Co-Produzent |
| 2009–2011  | Richard Hammond's Blast Lab                           | Moderator, Co-Produzent |
| 2009–2011  | Total Wipeout                                         | Moderator               |
| 2010       | Richard Hammond's Invisible Worlds                    | Moderator               |
| 2010       | Hammond Meets Moss                                    | Moderator               |
| 2010       | Top Gear: Apocalypse                                  | Moderator               |
| 2011       | Richard Hammond's Journey to the Centre of the Planet | Moderator               |
| 2011       | Richard Hammond's Journey to the Bottom of the Ocean  | Moderator               |
| 2011       | Top Gear: At the Movies                               | Moderator               |
| 2011       | Richard Hammond's Tech Head                           | Moderator               |
| 2012       | Richard Hammond's Crash Course                        | Moderator               |
| 2012       | Planet Earth Live                                     | Moderator               |
| 2012       | Richard Hammond's Miracles of Nature                  | Moderator               |
| 2012       | Top Gear: 50 Years of Bond Cars                       | Moderator               |
| 2013       | Richard Hammond's Secret Service                      | Moderator               |
| 2013       | Hammond meets Moss                                    | Moderator               |
| 2013       | Richard Hammond's How to Build a Planet               | Moderator               |
| 2013       | Top Gear: The Perfect Road Trip                       | Moderator, Autor        |
| 2014       | Phineas and Ferb                                      | Nigel (Stimme)          |
| 2014       | Richard Hammond's Wildest Weather                     | Moderator               |
| 2014       | Top Gear: The Perfect Road Trip 2                     | Moderator               |
| 2014–2015  | Science of Stupid                                     | Moderator               |
| 2015       | Richard Hammond's Jungle Quest                        | Moderator               |
| 2016–2024  | The Grand Tour                                        | Moderator               |
| 2020       | Richard Hammond's BIG - Größer geht's nicht!          | Moderator               |
| 2021       | The Great Escapist                                    |                         |

### Bücher

#### Automobil- und Motorradbücher
- Richard Hammond: What Not To Drive. Weidenfeld & Nicolson, 2005, ISBN 978-0-297-84800-4 (englisch).
- Richard Hammond: Richard Hammond's Car Confidential. Weidenfeld & Nicolson, 2006, ISBN 978-0-297-84445-7 (englisch).
- Richard Hammond: A Short History of Caravans in the UK. Weidenfeld & Nicolson, 2009, ISBN 978-0-297-84446-4 (englisch).
- Richard Hammond: Richard Hammond's Caravan Confidential. Weidenfeld & Nicolson, 2010, ISBN 978-0-7538-2671-3 (englisch).
- Richard Hammond: A Short History of the Motorcycle. Weidenfeld & Nicolson, 2016, ISBN 978-0-297-60990-2 (englisch).

#### Kinderbücher
- Richard Hammond: Can You Feel the Force?: Putting the Fizz Back into Physics. Dorling Kindersley Publishers, 2006, ISBN 978-1-4053-1543-2 (englisch).
- Richard Hammond: Car Science. Dorling Kindersley Publishers, 2008, ISBN 978-1-4053-3200-2 (englisch).
- Richard Hammond: Blast Lab: More than 30 Mind-Blasting Experiments! Dorling Kindersley Publishers, 2009, ISBN 978-0-7566-5648-5 (englisch).

#### Biographien
- Richard Hammond: On The Edge: My Story. Weidenfeld & Nicolson, 2007, ISBN 978-0-297-85327-5 (englisch).
- Richard Hammond: As You Do: Adventures with Evel, Oliver and the Vice-President of Botswana. Orion Publishing Co, 2008, ISBN 978-0-297-85520-0 (englisch).
- Richard Hammond: Or Is That Just Me? Phoenix, 2009, ISBN 978-0-297-85521-7 (englisch).
- Richard Hammond: On the Road: Growing up in Eight Journeys - My Early Years. Weidenfeld & Nicolson, 2013, ISBN 978-0-297-86943-6 (englisch).

### Videospiele
Er hat 2013 und 2015 an den Videospielen Forza Motorsport 5 und Forza Motorsport 6 als Sprecher mitgewirkt.

### DVDs
1. Brainiac: The Best of Staffel 1 (2003, ITV).
2. Richard Hammond's Engineering Connections: Complete Series (2008, Umbrella Entertainment, Australien).
3. Brainiac: The Complete Series (2008, ITV).
4. Richard Hammond's Engineering Connections: Staffel 1 (2009, Nat Geo DVD).
5. Richard Hammond's Blast Lab Blow-Ups (2009, Universal Pictures UK).
6. Richard Hammond's Invisible Worlds (2010, 2|Entertain).
7. Richard Hammond's Engineering Connections: Staffel 2 (2010, Nat Geo DVD).
8. Hammond Meets Moss (2010, Acorn Media UK).
9. Richard Hammond's Journey To The Centre Of The Planet (2011, 2|Entertain).
10. Richard Hammond's Engineering Connections: Staffel 3 (2011, Nat Geo DVD).
11. Total Wipeout: Staffel 5 Celebrity Specials und Finale (2012, endemol).
12. Richard Hammond's Crash Course Staffel 1 (2012, BBC, Australien).
13. Richard Hammond Builds a Planet (2013, BBC, Australien).
14. Richard Hammond's Miracles of Nature (2013, Acorn Media).
15. Richard Hammond's Wildest Weather (2014, SBS, Australien).
16. Richard Hammond's Jungle Quest (2015, SBS, Australien).

#### Top-Gear-DVDs
1. Top Gear: Back in the Fast Lane - Best of BBC Staffel 1 & 2 (2003, 2|Entertain).
2. Top Gear: Revved Up (2005, 2|Entertain).
3. Top Gear: Winter Olympics (2006, 2|Entertain).
4. Top Gear: Collection Box Set - Back in the Fast Lane + Revved Up + Winter Olympics (2006, 2|Entertain).
5. Top Gear: Interactive Challenge Quiz (2007, 2|Entertain).
6. Top Gear: Staffel 9 (2007, BBC/Studio Hamburg Enterprises, Deutschland).
7. Top Gear: The Challenges (2007, 2|Entertain).
8. Top Gear: Interactive Stunt Challenge Quiz (2008, 2|Entertain).
9. Top Gear: The Great Adventures - Polar Special (2008, BBC, Australien).
10. Top Gear: The Great Adventures - US Special (2008, BBC, Australien).
11. Top Gear: The Challenges 2 (2008, 2|Entertain).
12. Top Gear: The Challenges 1 & 2 Collection (2008, 2|Entertain).
13. Top Gear: Uncovered - The DVD Special (2009, 2|Entertain).
14. Top Gear: Polar Special (2009, 2|Entertain).
15. Top Gear: The Great Adventures 2 (2009, 2|Entertain).
16. Top Gear: The Great Adventures - Vietnam Special (2009, BBC, Australien).
17. Top Gear: The Great Adventures - Botswana Special (2009, BBC, Australien).
18. Top Gear: The Great Adventures 1 & 2 Box Set (2009, 2|Entertain).
19. Top Gear: Best of the Stig (2009, 2|Entertain).
20. Top Gear: Staffel 10 (2010, 2|Entertain).
21. Top Gear: The Challenges 3 (2009, 2|Entertain).
22. Top Gear: The Challenges 4 (2010, 2|Entertain).
23. Top Gear: The Great Adventures 3 (2010, 2|Entertain).
24. Top Gear: Apocalypse (2010, 2|Entertain).
25. Top Gear: The Challenges 1-4 Collection (2010, 2|Entertain).
26. Top Gear: Staffel 11 (2011, 2|Entertain).
27. Top Gear: Staffel 12 (2011, 2|Entertain).
28. Top Gear: Staffel 13 (2011, 2|Entertain).
29. Top Gear: The Challenges 5 (2011, 2|Entertain).
30. Top Gear: At The Movies (2011, 2|Entertain).
31. Top Gear: The Great Adventures 4 (2011, 2|Entertain).
32. Top Gear: The Great Adventures 1-4 Box Set (2011, 2|Entertain).
33. Top Gear: Double Bill - The Hammond & May Specials - At the Movies + Apocalypse (2011, 2|Entertain).
34. Top Gear: Staffel 14 (2012, 2|Entertain (2011 USA)).
35. Top Gear: Staffel 15 (2012, 2|Entertain (2011 USA)).
36. Top Gear: Staffel 16 (2012, 2|Entertain (2011 USA)).
37. Top Gear: Staffel 17 (2012, 2|Entertain (2011 USA)).
38. Top Gear: Staffel 18 (2012, 2|Entertain).
39. Top Gear: Triple - The Great Adventures Polar Special + The Great Adventures US Special + The Challenges Volume One (2012, 2|Entertain).
40. Top Gear: The Challenges 5 (2012, 2|Entertain).
41. Top Gear: The Challenges 6 (2012, 2|Entertain).
42. Top Gear: The Great Adventures 5 (2012, 2|Entertain).
43. Top Gear: 50 Years of Bond Cars (2013, 2|Entertain).
44. Top Gear: The Perfect Road Trip (2013, BBC).
45. Top Gear: Staffel 19 (2013, BBC, Australien).
46. Top Gear: Staffel 19 and Series 20 Boxset (2013, 2|Entertain).
47. Top Gear: The Great African Adventure (2013, 2|Entertain).
48. Top Gear: Staffel 21 (2014, BBC DVD).
49. Top Gear: The Perfect Road Trip 2 (2014, BBC DVD).
50. Top Gear: Burma Special (2014, 2|Entertain).
51. Top Gear: Best of British (2014, 2|Entertain).
52. Top Gear: The Complete Specials Box Set (2015, 2|Entertain).
53. Top Gear: The Patagonia Special (2015, 2|Entertain).
54. Top Gear: Staffel 22 (2015, DFW).
55. Top Gear: Greatest Hits (2015, 2|Entertain).
56. Top Gear: The Perfect Road Trip 1&2 (2015, 2|Entertain).
57. Top Gear: Ambitious But Rubbish (2015, BBC, Australien).
58. Top Gear: A-Z - The Ultimate Extended Edition (2016, 2|Entertain).

### Auszeichnungen
| Jahr | Auszeichnung                                | Kategorie                                                  | Nominiertes Werk                                      | Ergebnis  | Quelle |
| ---- | ------------------------------------------- | ---------------------------------------------------------- | ----------------------------------------------------- | --------- | ------ |
| 2004 | National Television Awards                  | Most Popular Factual Entertainment Programme (geteilt)     | Top Gear                                              | nominiert | [ 28 ] |
| 2005 | Television and Radio Industries Club Awards | Satellite/Digital TV Personality                           |                                                       | gewonnen  | [ 29 ] |
| 2005 | Television and Radio Industries Club Awards | New TV Talent                                              |                                                       | gewonnen  | [ 29 ] |
| 2005 | International Emmy Awards                   | Non-Scripted Entertainment (geteilt)                       | Top Gear                                              | gewonnen  | [ 30 ] |
| 2005 | National Television Awards                  | Most Popular Factual Entertainment Programme (geteilt)     | Top Gear                                              | nominiert | [ 28 ] |
| 2006 | Television and Radio Industries Club Awards | Satellite/Digital TV Personality                           |                                                       | gewonnen  | [ 29 ] |
| 2006 | National Television Awards                  | Most Popular Factual Entertainment Programme (geteilt)     | Top Gear                                              | gewonnen  | [ 28 ] |
| 2006 | Heat Magazine Weird Crush Awards            | Heat's Weird Crush                                         |                                                       | gewonnen  | [ 31 ] |
| 2007 | Television and Radio Industries Club Awards | Satellite/Digital TV Personality                           |                                                       | gewonnen  | [ 29 ] |
| 2007 | Royal Television Society Television Awards  | Best Presenter (geteilt mit Jeremy Clarkson und James May) | Top Gear                                              | nominiert | [ 29 ] |
| 2007 | National Television Awards                  | Most Popular Factual Entertainment Programme (geteilt)     | Top Gear                                              | gewonnen  | [ 28 ] |
| 2008 | National Television Awards                  | Most Popular Factual Entertainment Programme (geteilt)     | Top Gear                                              | gewonnen  | [ 28 ] |
| 2008 | Television and Radio Industries Club Awards | TV Entertainment Programme (geteilt)                       | Top Gear                                              | gewonnen  | [ 28 ] |
| 2008 | TV Quick Awards                             | Best Lifestyle Show (geteilt)                              | Top Gear                                              | gewonnen  | [ 28 ] |
| 2009 | British Academy Children's Awards           | Best Presenter                                             | Richard Hammond's Blast Lab                           | gewonnen  | [ 32 ] |
| 2009 | Television and Radio Industries Club Awards | TV Entertainment Programme (geteilt)                       | Top Gear                                              | gewonnen  | [ 28 ] |
| 2009 | TV Quick Awards                             | Best Lifestyle Show (geteilt)                              | Top Gear                                              | gewonnen  | [ 28 ] |
| 2009 | TV Quick Awards                             | Best Gameshow (geteilt)                                    | Total Wipeout                                         | nominiert |        |
| 2009 | TV Choice Awards                            | Best Lifestyle Show (geteilt)                              | Top Gear                                              | gewonnen  |        |
| 2010 | National Television Awards                  | Most Popular Factual Entertainment Programme (geteilt)     | Top Gear                                              | nominiert | [ 28 ] |
| 2011 | National Television Awards                  | Most Popular Factual Entertainment Programme (geteilt)     | Top Gear                                              | gewonnen  | [ 28 ] |
| 2011 | Television and Radio Industries Club Awards | TV Entertainment Programme (geteilt)                       | Top Gear                                              | gewonnen  | [ 28 ] |
| 2011 | TV Choice Awards                            | Best Factual Entertainment Show (geteilt)                  | Top Gear                                              | gewonnen  |        |
| 2012 | National Television Awards                  | Most Popular Factual Entertainment Programme (geteilt)     | Top Gear                                              | nominiert | [ 28 ] |
| 2012 | TV Quick Awards                             | Best Factual Entertainment (geteilt)                       | Top Gear                                              | gewonnen  | [ 28 ] |
| 2012 | TV Choice Awards                            | Best Factual Entertainment Show (geteilt)                  | Top Gear                                              | gewonnen  |        |
| 2012 | Guinness World Records Certificate          | Most widely viewed factual TV programme (geteilt)          | Top Gear                                              | gewonnen  | [ 33 ] |
| 2012 | Banff World Media Festival Rockie Awards    | Best Popular Science & Natural History Program (geteilt)   | Richard Hammond's Journey to the Centre of the Planet | gewonnen  | [ 34 ] |
| 2013 | National Television Awards                  | Most Popular Factual Entertainment Programme (geteilt)     | Top Gear                                              | nominiert | [ 28 ] |
| 2013 | National Television Awards                  | Most Popular Documentary Series (geteilt)                  | Planet Earth Live                                     | nominiert | [ 35 ] |
| 2013 | Jackson Hole Wildlife Film Festival Awards  | Best Hosted & Presenter-led Program (geteilt)              | Richard Hammond's Miracles of Nature: Super-bodies    | gewonnen  | [ 36 ] |
| 2014 | Emmy Award                                  | Outstanding Science and Technology Programming (geteilt)   | Richard Hammond's How to Build a Planet               | nominiert | [ 29 ] |
| 2014 | Critics’ Choice Television Award            | Best Reality Series (geteilt)                              | Top Gear                                              | nominiert | [ 28 ] |
| 2015 | ASTRA Awards                                | Most Outstanding General Entertainment Program (geteilt)   | Top Gear                                              | gewonnen  | [ 37 ] |
| 2015 | National Television Awards                  | Most Popular Factual Entertainment Programme (geteilt)     | Top Gear                                              | nominiert | [ 28 ] |
| 2015 | TV Choice Awards                            | Best Entertainment Show (geteilt)                          | Top Gear                                              | nominiert | [ 38 ] |
| 2017 | Television and Radio Industries Club Awards | Original OTT Streamed (geteilt)                            | The Grand Tour                                        | nominiert | [ 39 ] |